# Paramatachia cataracta
Paramatachia cataracta är en spindelart som beskrevs av Marples 1962. Paramatachia cataracta ingår i släktet Paramatachia och familjen Desidae.
Artens utbredningsområde är New South Wales. Inga underarter finns listade i Catalogue of Life.